# Quincy-sous-le-Mont
Quincy-sous-le-Mont är en kommun i departementet Aisne i regionen Hauts-de-France i norra Frankrike. Kommunen ligger  i kantonen Braine som ligger i arrondissementet Soissons. År 2022 hade Quincy-sous-le-Mont 62 invånare.

## Befolkningsutveckling
Antalet invånare i kommunen Quincy-sous-le-Mont
Referens: INSEE